# Vennecy
Vennecy település Franciaországban, Loiret megyében. Lakosainak száma 2045 fő (2022. január 1.). Vennecy Boigny-sur-Bionne, Loury, Marigny-les-Usages, Traînou és Mardié községekkel határos.

## Népesség
A település népessége az elmúlt években az alábbi módon változott:
| Lakosok száma | 543  | 932  | 987  | 1362 | 1537 | 1661 | 1812 | 1953 | 1974 | 2045 |
|               | 1968 | 1982 | 1990 | 2006 | 2013 | 2015 | 2017 | 2019 | 2020 | 2022 |